# Camponotus crenatus
Camponotus crenatus é uma espécie de inseto do gênero Camponotus, pertencente à família Formicidae.